# Rataje (Brzeg)
Rataje – część miasta Brzegu. Obejmuje obszar w okolicy ul. Oławskiej, Filozofów i Prochowej. Dawniej Rataje były wsią i siedzibą gromady Rataje w latach 1959–1972.